# جمعیت‌شناسی چین
جمعیت‌شناسی چین (انگلیسی: Demographics of China) به بررسی هرم ساختار سنی، جمعیت اقوام چین و سیاست تک فرزندی می‌پردازد. جمعیت چین در سال ۱۹۸۲ میلادی به یک میلیارد نفر رسید.
بر پایه اعلام اداره ملی آمار چین، جمعیت‌شناسی چین در سال ۲۰۲۲ میلادی، برای اولین بار بعد از ۶۰ سال کاهش یافت و به ۱٫۴۱۱٫۸۰۰٫۰۰۰ نفر رسید.
آخرین آمارهای رسمی درسال ۲۰۲۳ نشان می‌دهد که جمعیت چین به ۱٬۴۲۵٬۷۰۰٬۰۰۰ نفر رسیده‌است.
کاهش جمعیت چین در سال ۲۰۲۳ شتاب گرفته و با بیشتر از ۶ دهه رشد، در زمانی که این کشور با بحران جمعیتی مبارزه می‌کند، روند نزولی پیش گرفته‌است. به دلیل کاهش جمعیت سال ۲۰۱۵ سیاست تک فرزندی به دو فرزندی و سال ۲۰۲۱ به سه فرزندی تغییر یافت.
عدم تمایل و ابای نسل جوان از کار یدی در کارخانه‌ها زنگ خطر را نه تنها برای اقتصاد چین که برای جهان به‌صدا درآورده است.

## کاهش جمعیت چین برای دومین سال متوالی
اداره ملی آمار چین جمعیت این کشور را در سال ۲۰۲۳ یک میلیارد و ۴۰۹ میلیون نفر اعلام کرد که نسبت به سال قبل از آن دو میلیون و ۷۵۰ هزار نفر کاهش یافته‌است. سال ۲۰۲۲ نخستین کاهش جمعیت چین از سال ۱۹۶۱ در دوران قحطی بزرگ دوران مائوتسه تونگ رخ داد. با کاهش نرخ زاد و ولد و موج مرگ و میر ناشی از کرونا پس از پایان قرنطینه شدید جمعیت این کشور برای دومین سال متوالی در سال ۲۰۲۳ کاهش یافت که انتظار می‌رود اثرات طولانی‌مدت عمیقی بر پتانسیل رشد اقتصاد چین داشته باشد. در نتیجه سیاست تک فرزندی که از سال ۱۹۸۰ تا ۲۰۱۵ اجرا شد و شهرنشینی سریع آن دوره، نرخ زاد و ولد این کشور ده‌ها سال است که در حال کاهش بوده‌است. همچنین به سبب رونق اقتصادی جمعیت زیادی از جوامع روستایی چین به شهرها نقل مکان کردند؛ جایی که بچه دار شدن گران‌تر است. کارشناسان سازمان ملل می‌گویند در درازمدت جمعیت چین تا سال ۲۰۵۰ به میزان ۱۰۹ میلیون نفر کاهش می‌یابد که بیش از سه برابر کاهش پیش‌بینی‌شده قبلی آنها در سال ۲۰۱۹ است. انتظار می‌رود جمعیت سن بازنشستگی چین، ۶۰ ساله و بالاتر، تا سال ۲۰۳۵ از حدود ۲۸۰ میلیون نفر در حال حاضر به بیش از ۴۰۰ میلیون نفر افزایش یابد - بیش از کل جمعیت آمریکا. آکادمی علوم دولتی چین پیش‌بینی کرده‌است بودجه سیستم بازنشستگی چین تا سال ۲۰۳۵ تمام می‌شود. نرخ زاد و ولد چین در سال گذشته ۶٫۳۹ تولد به ازای هر هزار نفر بود که نسبت به نرخ تولد ۶٫۷۷ در سال ۲۰۲۲ کاهش داشت و پایین‌ترین نرخ زاد و ولد را به ثبت رساند. نرخ تولد در ژاپن ۶٫۳ به ازای هر ۱۰۰۰ نفر در سال ۲۰۲۲ بود، در حالی که کره جنوبی ۴٫۹ بود. نرخ مرگ‌ومیر سال ۲۰۲۳ چین نیز با ۷٫۸۷ مرگ به ازای هر ۱۰۰۰ نفر، از ۷٫۳۷ مرگ‌ومیر در سال ۲۰۲۲ افزایش یافته‌است که بالاترین میزان از سال ۱۹۷۴ محسوب می‌شود.

## نسل زد و کاهش جمعیت
نسل زد در چین تمایل کمی به ازدواج و فرزندآوری دارند. طبق قوانین چین، مردان از ۲۲ و زنان از ۲۰ سالگی می‌توانند ازدواج کنند. عبور از سیاست تک‌فرزندی به دو تا سه‌فرزندی بیانگر آن است که مسئولان چین خطر کاهش جمعیت را در آینده‌ای نزدیک درک کرده‌ و از نگاه ناظران، زمان آن فرا رسیده که سران پکن بیش از تغییر سیاست‌های جمعیتی در پی تغییر نگرش جامعه به ویژه «نسل زِد (Z)» به ازدواج برآیند. شمار زیادی از جوانان در جوامع شرق آسیا همزمان با رشد و شکوفایی منطقه و افزایش سطح خواسته‌هایشان، ازدواج خود را به تاخیر می‌اندازند. داده‌های سرشماری سال‌های ۲۰۰۰ و ۲۰۱۰ نشان می‌دهد بیشتر جوان چینیِ تحصیل‌کرده دانشگاه بین سنین ۲۵ تا ۲۹ سال، مجردند و زنان به‌ویژه آن دسته که در شهرهای توسعه‌یافته چین زندگی می‌کنند، تمایل چندانی برای ازدواج ندارند. این طرز فکر، مقام‌های دولتی چین را بیش از پیش نگران کرده‌ زیرا کاهش رشد جمعیت در سال‌های اخیر وخیم‌تر شده‌است. برای معکوس کردن این روند، پکن در سال ۲۰۱۵ سیاست تک فرزندی را که برای چند دهه در این کشور حکمفرما بود، کنار گذاشت و در ماه می سال گذشته میلادی (اردیبهشت- خرداد۱۴۰۰)  سیاست سه فرزندی را معرفی کرد. «لیو یه» دانشیار کینگز کالج لندن نیز معتقد است این سیاست‌ها بیشتر «مردانه» هستند و با واقعیتی که «نسل Z» امروز چین با آن مواجه شده، همخوانی ندارد. به گفته وی، «نسل جدید به دنبال یافتن آینده شغلی بهتری است، آنها فرصتی برای داشتن همه چیز از جمله شغل و خانواده و همچنین خودشکوفایی می‌خواهند. بدون فراهم ساختن این موارد، متقاعد کردن آنها برای بچه‌دار شدن سخت است.» نسل Z  که به زبان عامیانه به عنوان زومرها نیز شناخته می‌شوند، نخستین نسل اجتماعی  هستند که از جوانی با دسترسی به اینترنت و فناوری دیجیتال قابل حمل بزرگ شده‌اند. شماری از ویژگی‌های آنها این است که نسبت به نسل پیش از خود در سن بالاتری ازدواج می‌کنند؛ میزان بارداری در این گروه پایین‎تر است و همچنین جوانان این نسل بیشتر از نسل‌های قدیمی دغدغه عملکرد تحصیلی و چشم‌انداز شغلی خود را دارند. حضور زنان چین در قدرت سیاسی و اقتصادی به‌شدت کم بوده‌ است و این کشور راه‌درازی برای ایجاد جامعه‌ای همراه با برابری جنسیتی در پیش دارد. مشکل اما اینجاست که این معضل به‌سادگی از طریق صدور اسناد سیاستی دولت قابل حل نیست.
با وجود اتخاذ سیاست‌های تک فرزندی و سپس دو تا سه فرزندی، برخی منابع از کاهش چشمگیر جمعیت چین در دهه‌های آتی خبر می‌دهند.
چین سالانه نزدیک به ۴۰۰ هزار نفر از جمعیت خود را از دست می‌دهد. کاهش جمعیت که پیش از این پیش‌بینی می‌شد اواسط قرن شروع شود، ممکن است از اوایل سال ۲۰۳۰ آغاز شود. این بدان معناست که چین ممکن است تا سال ۲۱۰۰ حدود ۶۰۰ تا ۷۰۰ میلیون نفر از جمعیت خود یا تقریبا نیمی از کل جمعیت امروز خود را از دست بدهد. «چین به دلیل ادامه سیاست تک فرزندی در حال  از دست دادن جمعیت پویای خود است»، پیش‌بینی کرد: این کشور بین سال های ۲۰۲۰ تا ۲۰۳۵، تقریبا ۷۰ میلیون بزرگسال در سن کار را از دست می دهد و ۱۳۰ میلیون شهروند سالمند روی دست خود دارد. عبور از سیاست تک فرزندی به دو و سه فرزندی نشان‌دهنده آن است که دولتمردان چین این خطر را درک کرده و از نگاه ناظران، امروز زمان آن فرا رسیده که سران پکن بیش از تغییر سیاست‌های جمعیتی، در پی تغییر نگرش جامعه به ویژه نوجوانان و جوانان دررمورد ازدواج برآیند.

## توزیع و چگالی جمعیت چین
.
|                    |                    | \| \| \| مساحت (km2) \| جمعیت \| تراکم \| \| چین \| چین \| ۹٬۶۵۰٬۰۰۰ (۱۰۰٪) \| ۱٬۳۰۰٬۰۰۰٬۰۰۰ (۱۰۰٪) \| ۱۳۴٫۷/km2 \| \| ------------------ \| ------------------ \| ------------------ \| ---------------------- \| ---------- \| \| ۵ استان \| ۵ استان \| ۵٬۲۴۶٬۴۰۰ (۵۴٫۴۵٪) \| ۷۹٬۵۳۳٬۰۰۰ (۶٫۱۲٪) \| 15.16/km2 \| \| \| مغولستان داخلی \| ۱٬۱۸۳٬۰۰۰ (۱۲٫۲۸٪) \| ۲۴٬۰۵۱٬۰۰۰ \| 15.16/km2 \| \| سین‌کیانگ \| ۱٬۶۶۰٬۰۰۰ (۱۷٫۲۳٪) \| ۲۰٬۹۵۲٬۰۰۰ \| \| 15.16/km2 \| \| منطقه خودمختار تبت \| ۱٬۲۲۸٬۴۰۰ (۱۲٫۷۵٪) \| ۲٬۸۴۲٬۰۰۰ \| \| 15.16/km2 \| \| چینگهای \| ۷۲۱٬۰۰۰ (۷٫۴۸٪) \| ۵٬۵۱۶٬۰۰۰ \| \| 15.16/km2 \| \| گانسو \| ۴۵۴٬۰۰۰ (۴٫۷۱٪) \| ۲۶٬۱۷۲٬۰۰۰ \| \| 15.16/km2 \| \| چین \| چین \| ۴٬۴۰۳٬۶۰۵ (۴۵٫۵۵٪) \| ۱٬۲۲۱٬۰۰۰٬۰۰۰ (۹۳٫۸۹٪) \| ۲۷۷٫۲۷/km2 \| \| منبع:مرکز آمار ملی \| \| \| \| \| |                        |            |
|                    |                    | مساحت (km2) | جمعیت                  | تراکم      |
| چین                | چین                | ۹٬۶۵۰٬۰۰۰ (۱۰۰٪) | ۱٬۳۰۰٬۰۰۰٬۰۰۰ (۱۰۰٪)   | ۱۳۴٫۷/km2  |
| ۵ استان            | ۵ استان            | ۵٬۲۴۶٬۴۰۰ (۵۴٫۴۵٪) | ۷۹٬۵۳۳٬۰۰۰ (۶٫۱۲٪)     | 15.16/km2  |
|                    | مغولستان داخلی     | ۱٬۱۸۳٬۰۰۰ (۱۲٫۲۸٪) | ۲۴٬۰۵۱٬۰۰۰             | 15.16/km2  |
| سین‌کیانگ           | ۱٬۶۶۰٬۰۰۰ (۱۷٫۲۳٪) | ۲۰٬۹۵۲٬۰۰۰ |                        | 15.16/km2  |
| منطقه خودمختار تبت | ۱٬۲۲۸٬۴۰۰ (۱۲٫۷۵٪) | ۲٬۸۴۲٬۰۰۰ |                        | 15.16/km2  |
| چینگهای            | ۷۲۱٬۰۰۰ (۷٫۴۸٪)    | ۵٬۵۱۶٬۰۰۰ |                        | 15.16/km2  |
| گانسو              | ۴۵۴٬۰۰۰ (۴٫۷۱٪)    | ۲۶٬۱۷۲٬۰۰۰ |                        | 15.16/km2  |
| چین                | چین                | ۴٬۴۰۳٬۶۰۵ (۴۵٫۵۵٪) | ۱٬۲۲۱٬۰۰۰٬۰۰۰ (۹۳٫۸۹٪) | ۲۷۷٫۲۷/km2 |
| منبع:مرکز آمار ملی |                    | |                        |            |

## گروه‌های قومی

نقشه قومی جمهوری خلق چین (Note: The map shows the distribution of ethnolinguistic groups according to the historical majority ethnic groups by region. Note this is different from the current distribution due to age-long internal migration and assimilation.)

نمایندگان مردم چین (PRC) رسماً ۵۶ گروه قومی متمایز را به رسمیت می‌شناسند، بزرگ‌ترین آنها هان هستند که ۹۱٫۵۱٪ از کل جمعیت را در سال ۲۰۱۰ تشکیل می‌دهند. اقلیت‌های قومی ۸٫۴۹٪ یا ۱۱۳٫۸ میلیون نفر از جمعیت چین را در سال ۲۰۱۰ تشکیل می‌دهند. در دهه‌های گذشته اقلیت‌های قومی نسبت به اکثریت جمعیت هان نرخ رشد بالاتری را تجربه کرده‌اند، زیرا آنها تحت سیاست یک فرزند قرار ندارند. نسبت جمعیت این کشور در چین از ۶٫۱٪ در سال ۱۹۵۳، به ۸٫۰۴٪ در سال ۱۹۹۰، ۸٫۴۱٪ در سال ۲۰۰۰ و ۸٫۴۹٪ در سال ۲۰۱۰ افزایش یافته‌است. اقلیتهای قومی بزرگ (داده‌ها طبق سرشماری ۲۰۰۰) شامل ژوانگ (۱۶ میلیون، ۱٫۲۸٪)، منچو(۱۰ میلیون، ۰٫۸۴٪)، اویغور(۹ میلیون، ۰٫۷۸٪)، هویی (۹ میلیون، ۰٫۷۱٪)، میآو(۸ میلیون، ۰٫۷۱٪)، یی (۷ میلیون، ۰٫۶۱٪)، توجیا (۵٫۷۵ میلیون، ۰٫۶۳٪)، مغول‌ها (۵ میلیون، ۰٫۴۶٪)، تبت (۵ میلیون، ۰٫۴۳٪)، بووی (۳ میلیون، ۰٫۲۳٪) و کره ای (۲ میلیون، ۰٫۱۵٪). بیش از ۱۲۶٬۰۰۰ کشورهای غربی از کانادا، ایالات متحده و اروپا در سرزمین اصلی چین زندگی می‌کنند. تقریباً ۱٪ افرادی که در هنگ کنگ زندگی می‌کنند غربی هستند.
| گروه قومی            | خانواده زبانی        | ۱۹۵۳        | %           | ۱۹۶۴        | %           | ۱۹۸۲          | %             | ۱۹۹۰          | %             | ۲۰۰۰          | %             | 2010          | %             |
| -------------------- | -------------------- | ----------- | ----------- | ----------- | ----------- | ------------- | ------------- | ------------- | ------------- | ------------- | ------------- | ------------- | ------------- |
| هان                  | چینی-تبتی            | ۵۴۷٬۲۸۳٬۰۵۷ | ۹۳٫۹۴       | ۶۵۱٬۲۹۶٬۳۶۸ | ۹۴٫۲۲       | ۹۳۶٬۷۰۳٬۸۲۴   | ۹۳٫۳۰         | ۱٬۰۳۹٬۱۸۷٬۵۴۸ | ۹۱٫۹۲         | ۱٬۱۳۷٬۳۸۶٬۱۱۲ | ۹۱٫۵۳         | ۱٬۲۲۰٬۸۴۴٬۵۲۰ | ۹۱٫۶۰         |
| اقلیت‌ها              |                      | ۳۵٬۳۲۰٬۳۶۰  | ۶٫۰۶        | ۳۹٬۸۸۳٬۹۰۹  | ۵٫۷۸        | ۶۷٬۲۳۳٬۲۵۴    | ۶٫۶۷          | ۹۰٬۵۷۰٬۷۴۳    | ۸٫۰۱          | ۱۰۵٬۲۲۵٬۱۷۳   | ۸٫۴۷          | ۱۱۱٬۹۶۶٬۳۴۹   | ۸٫۴۰          |
| ژوانگ                | کرا-دای              | ۶٬۶۱۱٬۴۵۵   | ۱٫۱۳        | ۸٬۳۸۶٬۱۴۰   | ۱٫۲۱        | ۱۳٬۴۴۱٬۹۰۰    | ۱٫۳۲          | ۱۵٬۵۵۵٬۸۲۰    | ۱٫۳۸          | ۱۶٬۱۷۸٬۸۱۱    | ۱٫۲۸          | ۱۶٬۹۲۶٬۳۸۱    | ۱٫۲۷          |
| هوئی                 | چینی-تبتی            | ۳٬۵۵۹٬۳۵۰   | ۰٫۶۱        | ۴٬۴۷۳٬۱۴۷   | ۰٫۶۴        | ۷٬۲۰۷٬۷۸۰     | ۰٫۷۱          | ۸٬۶۱۲٬۰۰۱     | ۰٫۷۶          | ۹٬۸۱۶٬۸۰۲     | ۰٫۷۸          | ۱۰٬۵۸۶٬۰۸۷    | ۰٫۷۹          |
| منچو                 | تونگوزی              | ۲٬۴۱۸٬۹۳۱   | ۰٫۴۲        | ۲٬۶۹۵٬۶۷۵   | ۰٫۳۹        | ۴٬۲۹۹٬۹۵۰     | ۰٫۴۳          | ۹٬۸۴۶٬۷۷۶     | ۰٫۸۷          | ۱۰٬۶۸۲٬۲۶۳    | ۰٫۸۴          | ۱۰٬۳۸۷٬۹۵۸    | ۰٫۷۸          |
| اویغور               | ترکی                 | ۳٬۶۴۰٬۱۲۵   | ۰٫۶۲        | ۳٬۹۹۶٬۳۱۱   | ۰٫۵۸        | ۵٬۹۱۷٬۰۳۰     | ۰٫۵۹          | ۷٬۲۰۷٬۰۲۴     | ۰٫۶۴          | ۸٬۳۹۹٬۳۹۳     | ۰٫۶۶          | ۱۰٬۰۶۹٬۳۴۶    | ۰٫۷۶          |
| میائو                | همونگ-مین            | ۲٬۵۱۱٬۳۳۹   | ۰٫۴۳        | ۲٬۷۸۲٬۰۸۸   | ۰٫۴۰        | ۵٬۰۱۷٬۲۶۰     | ۰٫۵۰          | ۷٬۳۸۳٬۶۲۲     | ۰٫۶۵          | ۸٬۹۴۰٬۱۱۶     | ۰٫۷۱          | ۹٬۴۲۶٬۰۰۷     | ۰٫۷۱          |
| یی                   | چینی-تبتی            | ۳٬۲۵۴٬۲۶۹   | ۰٫۵۶        | ۳٬۳۸۰٬۹۶۰   | ۰٫۴۹        | ۵٬۴۹۲٬۳۳۰     | ۰٫۵۴          | ۶٬۵۷۸٬۵۲۴     | ۰٫۵۸          | ۷٬۷۶۲٬۲۸۶     | ۰٫۶۱          | ۸٬۷۱۴٬۳۹۳     | ۰٫۶۵          |
| توجیا                | چینی-تبتی            |             |             |             |             | ۲۸۴٬۹۰۰       | ۰٫۰۳          | ۵٬۷۲۵٬۰۴۹     | ۰٫۵۱          | ۸٬۰۲۸٬۱۳۳     | ۰٫۶۳          | ۸٬۳۵۳٬۹۱۲     | ۰٫۶۳          |
| تبتی                 | چینی-تبتی            | ۲٬۷۷۵٬۶۲۲   | ۰٫۴۸        | ۲٬۵۰۱٬۱۷۴   | ۰٫۳۶        | ۳٬۸۲۱٬۹۵۰     | ۰٫۳۸          | ۴٬۵۹۳٬۰۷۲     | ۰٫۴۱          | ۵٬۴۱۶٬۰۲۱     | ۰٫۴۳          | ۶٬۲۸۲٬۱۸۷     | ۰٫۴۷          |
| مغول                 | مغولی‌تبار            | ۱٬۴۶۲٬۹۵۶   | ۰٫۲۵        | ۱٬۹۶۵٬۷۶۶   | ۰٫۲۸        | ۳٬۴۰۲٬۲۰۰     | ۰٫۳۴          | ۴٬۸۰۲٬۴۰۷     | ۰٫۴۲          | ۵٬۸۱۳٬۹۴۷     | ۰٫۴۶          | ۵٬۹۸۱٬۸۴۰     | ۰٫۴۵          |
| بویی                 | کرا-دای              | ۱٬۲۴۷٬۸۸۳   | ۰٫۲۱        | ۱٬۳۴۸٬۰۵۵   | ۰٫۱۹        | ۲٬۱۰۳٬۱۵۰     | ۰٫۲۱          | ۲٬۵۴۸٬۲۹۴     | ۰٫۲۲          | ۲٬۹۷۱٬۴۶۰     | ۰٫۲۳          | ۲٬۸۷۰٬۰۳۴     | ۰٫۲۲          |
| کره‌ای                | کره‌ای                | ۱٬۱۲۰٬۴۰۵   | ۰٫۱۹        | ۱٬۳۳۹٬۵۶۹   | ۰٫۱۹        | ۱٬۷۸۳٬۱۵۰     | ۰٫۱۸          | ۱٬۹۲۳٬۳۶۱     | ۰٫۱۷          | ۱٬۹۲۳٬۸۴۲     | ۰٫۱۵          | ۱٬۸۳۰٬۹۲۹     | ۰٫۱۴          |
| دونگ                 | کرا-دای              | ۷۱۲۸۰۲      |             | ۸۳۶۱۲۳      |             | ۱٬۴۴۶٬۱۹۰     | ۰٫۱۴          | ۲٬۵۰۸٬۶۲۴     | ۰٫۲۲          | ۲٬۹۶۰٬۲۹۳     | ۰٫۲۴          | ۲٬۸۷۹٬۹۷۴     | ۰٫۲۲          |
| یائو                 | همونگ-مین            | ۶۶۵۹۳۳      |             | ۸۵۷۲۶۵      |             | ۱٬۴۱۴٬۸۷۰     | ۰٫۱۴          | ۲٬۱۳۷٬۰۳۳     | ۰٫۱۹          | ۲٬۶۳۷٬۴۲۱     | ۰٫۲۱          | ۲٬۷۹۶٬۰۰۳     | ۰٫۲۱          |
| بای                  | چینی-تبتی            | ۵۶۷۱۱۹      |             | ۷۰۶۶۲۳      |             | ۱٬۱۴۷٬۳۶۰     | ۰٫۱۱          | ۱٬۵۹۸٬۰۵۲     | ۰٫۱۴          | ۱٬۸۵۸٬۰۶۳     | ۰٫۱۵          | ۱٬۹۳۳٬۵۱۰     | ۰٫۱۵          |
| هانی                 | چینی-تبتی            | ۴۸۱۲۲۰      |             | ۶۲۸۷۲۷      |             | ۱٬۰۶۳٬۳۰۰     | ۰٫۱۱          | ۱٬۲۵۴٬۸۰۰     | ۰٫۱۱          | ۱٬۴۳۹٬۶۷۳     | ۰٫۱۲          | ۱٬۶۶۰٬۹۳۲     | ۰٫۱۲          |
| قزاق                 | ترکی                 | ۵۰۹۳۷۵      |             | ۴۹۱۶۳۷      |             | ۸۷۸٬۵۷۰       | ۰٫۰۹          | ۱٬۱۱۰٬۷۵۸     | ۰٫۱۰          | ۱٬۲۵۰٬۴۵۸     | ۰٫۱۰          | ۱٬۴۶۲٬۵۸۸     | ۰٫۱۱          |
| لی                   | کرا-دای              | ۳۶۰۹۵۰      |             | ۴۳۸۸۱۳      |             | ۸۸۲٬۰۳۰       | ۰٫۰۹          | ۱٬۱۱۲٬۴۹۸     | ۰٫۱۰          | ۱٬۲۴۷٬۸۱۴     | ۰٫۱۰          | ۱٬۴۶۳٬۰۶۴     | ۰٫۱۱          |
| دای                  | کرا-دای              | ۴۷۸۹۶۶      |             | ۵۳۵۳۸۹      |             | ۸۶۴٬۳۴۰       | ۰٫۰۹          | ۱٬۰۲۵٬۴۰۲     | ۰٫۰۹          | ۱٬۱۵۸٬۹۸۹     | ۰٫۰۹          | ۱٬۲۶۱٬۳۱۱     | ۰٫۰۹          |
| شه                   | همونگ-مین            |             |             | ۲۳۴۱۶۷      |             | ۳۷۹٬۰۸۰       | ۰٫۰۴          | ۶۳۴٬۷۰۰       | ۰٫۰۶          | ۷۰۹٬۵۹۲       | ۰٫۰۶          | ۷۰۸٬۶۵۱       | ۰٫۰۵          |
| لیسو                 | چینی-تبتی            | ۳۱۷۴۶۵      |             | ۲۷۰۶۲۸      |             | ۴۶۶٬۷۶۰       | ۰٫۰۵          | ۵۷۴٬۵۸۹       | ۰٫۰۵          | ۶۳۴٬۹۱۲       | ۰٫۰۵          | ۷۰۲٬۸۳۹       | ۰٫۰۵          |
| گلائو                | کرا-دای              |             |             | ۲۶۸۵۲       |             | ۵۹٬۸۱۰        | ۰٫۰۱          | ۴۳۸٬۱۹۲       | ۰٫۰۴          | ۵۷۹٬۳۵۷       | ۰٫۰۵          | ۵۵۰٬۷۴۶       | ۰٫۰۴          |
| دونگشیانگ            | مغولی‌تبار            | ۱۵۵۷۶۱      |             | ۱۴۷۴۴۳      |             | ۲۷۹۵۲۳        | –             | ۳۷۳٬۶۶۹       | ۰٫۰۳          | ۵۱۳٬۸۰۵       | ۰٫۰۴          | ۶۲۱٬۵۰۰       | ۰٫۰۵          |
| گائوشان              | آسترونزیایی          | ۳۲۹         |             | ۳۶۶         |             | ۱٬۷۵۰         | ۰٫۰۰          | ۲٬۸۷۷         | ۰٫۰۰          | ۴٬۴۶۱         | ۰٫۰۰          | ۴٬۰۰۹         | ۰٫۰۰          |
| لاهو                 | چینی-تبتی            | ۱۳۹۰۶۰      |             | ۱۹۱۲۴۱      |             | ۳۲۰٬۳۵۰       | ۰٫۰۳          | ۴۱۱٬۵۴۵       | ۰٫۰۴          | ۴۵۳٬۷۰۵       | ۰٫۰۴          | ۴۸۵٬۹۶۶       | ۰٫۰۴          |
| سوی                  | کرا-دای              | ۱۳۳۵۶۶      |             | ۱۵۶۰۹۹      |             | ۳۰۰٬۶۹۰       | ۰٫۰۳          | ۳۴۷٬۱۱۶       | ۰٫۰۳          | ۴۰۶٬۹۰۲       | ۰٫۰۳          | ۴۱۱٬۸۴۷       | ۰٫۰۳          |
| وا                   | مون-خمر              | ۲۸۶۱۵۸      |             | ۲۰۰۲۷۲      |             | ۲۷۱٬۰۵۰       | ۰٫۰۳          | ۳۵۱٬۹۸۰       | ۰٫۰۳          | ۳۹۶٬۶۱۰       | ۰٫۰۳          | ۴۲۹٬۷۰۹       | ۰٫۰۳          |
| ناشی                 | چینی-تبتی            | ۱۴۳۴۵۳      |             | ۱۵۶۷۹۶      |             | ۲۴۸٬۶۵۰       | ۰٫۰۲          | ۲۷۷٬۷۵۰       | ۰٫۰۲          | ۳۰۸٬۸۳۹       | ۰٫۰۲          | ۳۲۶٬۲۹۵       | ۰٫۰۲          |
| چیانگ                | چینی-تبتی            | ۳۵۶۶۰       |             | ۴۹۱۰۵       |             | ۱۰۹٬۷۶۰       | ۰٫۰۱          | ۱۹۸٬۳۰۳       | ۰٫۰۲          | ۳۰۶٬۰۷۲       | ۰٫۰۲          | ۳۰۹٬۵۷۶       | ۰٫۰۲          |
| تو                   | مغولی‌تبار            | ۵۳۲۷۷       |             | ۷۷۳۴۹       |             | ۱۴۸٬۷۶۰       | ۰٫۰۱          | ۱۹۲٬۵۶۸       | ۰٫۰۲          | ۲۴۱٬۱۹۸       | ۰٫۰۲          | ۲۸۹٬۵۶۵       | ۰٫۰۲          |
| مولائو               | کرا-دای              |             |             | ۵۲۸۱۹       |             | ۹۱٬۷۹۰        | ۰٫۰۱          | ۱۶۰٬۶۴۸       | ۰٫۰۱          | ۲۰۷٬۳۵۲       | ۰٫۰۲          | ۲۱۶٬۲۵۷       | ۰٫۰۲          |
| شیبه                 | تونگوزی              | ۱۹۰۲۲       |             | ۳۳۴۳۸       |             | ۷۷٬۵۶۰        | ۰٫۰۱          | ۱۷۲٬۹۳۲       | ۰٫۰۲          | ۱۸۸٬۸۲۴       | ۰٫۰۲          | ۱۹۰٬۴۸۱       | ۰٫۰۱          |
| قرقیز                | ترکی                 | ۷۰۹۴۴       |             | ۷۰۱۵۱       |             | ۱۰۸٬۷۹۰       | ۰٫۰۱          | ۱۴۳٬۵۳۷       | ۰٫۰۱          | ۱۶۰٬۸۲۳       | ۰٫۰۱          | ۱۸۶٬۷۰۸       | ۰٫۰۱          |
| دائور                | مغولی‌تبار            |             |             | ۶۳۳۹۴       |             | ۹۴۱۲۶         | –             | ۱۲۱٬۴۶۳       | ۰٫۰۱          | ۱۳۲٬۱۴۳       | ۰٫۰۱          | ۱۳۱٬۹۹۲       | ۰٫۰۱          |
| جینگپو               | چینی-تبتی            | ۱۰۱۸۵۲      |             | ۵۷۷۶۲       |             | ۱۰۰٬۱۸۰       | ۰٫۰۱          | ۱۱۹٬۲۷۶       | ۰٫۰۱          | ۱۳۲٬۱۴۳       | ۰٫۰۱          | ۱۴۷٬۸۲۸       | ۰٫۰۱          |
| مائونان              | کرا-دای              |             |             | ۲۲۳۸۲       |             | ۳۷٬۴۵۰        | ۰٫۰۰          | ۷۲٬۳۷۰        | ۰٫۰۱          | ۱۰۷٬۱۰۶       | ۰٫۰۱          | ۱۰۱٬۱۹۲       | ۰٫۰۱          |
| سالار                | ترکی                 | ۳۰۶۵۸       |             | ۶۹۱۳۵       |             | ۶۸٬۰۳۰        | ۰٫۰۱          | ۸۲٬۳۹۸        | ۰٫۰۱          | ۱۰۴٬۵۰۳       | ۰٫۰۱          | ۱۳۰٬۶۰۷       | ۰٫۰۱          |
| بلانگ                | مون-خمر              |             |             | ۳۹۴۱۱       |             | ۵۸۴۷۳         | –             | ۸۷٬۵۴۶        | ۰٫۰۱          | ۹۱٬۸۸۲        | ۰٫۰۱          | ۱۱۹٬۶۳۹       | ۰٫۰۱          |
| تاجیک                | هندواروپایی          | ۱۴۴۶۲       |             | ۱۶۲۳۶       |             | ۲۷٬۴۳۰        | ۰٫۰۰          | ۳۳٬۲۲۳        | ۰٫۰۰          | ۴۱٬۰۲۸        | ۰٫۰۰          | ۵۱٬۰۶۹        | ۰٫۰۰          |
| آچانگ                | چینی-تبتی            |             |             | ۱۲۰۳۲       |             | ۳۱٬۴۹۰        | ۰٫۰۰          | ۲۷٬۷۱۸        | ۰٫۰۰          | ۳۳٬۹۳۶        | ۰٫۰۰          | ۳۹٬۵۵۵        | ۰٫۰۰          |
| پومی                 | چینی-تبتی            |             |             | ۱۴۲۹۸       |             | ۱۸٬۸۶۰        | ۰٫۰۰          | ۲۹٬۷۲۱        | ۰٫۰۰          | ۳۳٬۶۰۰        | ۰٫۰۰          | ۴۲٬۸۶۱        | ۰٫۰۰          |
| اونکی                | تونگوزی              | ۴۹۵۷        |             | ۹۶۸۱        |             | ۱۹٬۴۴۰        | ۰٫۰۰          | ۲۶٬۳۷۹        | ۰٫۰۰          | ۳۰٬۵۰۵        | ۰٫۰۰          | ۳۰٬۸۷۵        | ۰٫۰۰          |
| نو                   | چینی-تبتی            |             |             | ۱۵۰۴۷       |             | ۲۵٬۹۸۰        | ۰٫۰۰          | ۲۷٬۱۹۰        | ۰٫۰۰          | ۲۸٬۷۵۹        | ۰٫۰۰          | ۳۷٬۵۲۳        | ۰٫۰۰          |
| گین                  | مون-خمر              |             |             |             |             | ۱۲٬۱۴۰        | ۰٫۰۰          | ۱۸٬۷۴۹        | ۰٫۰۰          | ۲۲٬۵۱۷        | ۰٫۰۰          | ۲۸٬۱۹۹        | ۰٫۰۰          |
| جینو                 | چینی-تبتی            |             |             |             |             | ۱۱٬۲۶۰        | ۰٫۰۰          | ۱۸٬۰۲۲        | ۰٫۰۰          | ۲۰٬۸۹۹        | ۰٫۰۰          | ۲۳٬۱۴۳        | ۰٫۰۰          |
| دآنگ                 | مون-خمر              |             |             |             |             | –             | –             | ۱۵٬۴۶۱        | ۰٫۰۰          | ۱۷٬۹۳۵        | ۰٫۰۰          | ۲۰٬۵۵۶        | ۰٫۰۰          |
| بونان                | مغولی‌تبار            | ۴۹۵۷        |             | ۵۱۲۵        |             | ۶٬۶۲۰         | ۰٫۰۰          | ۱۱٬۶۸۳        | ۰٫۰۰          | ۱۶٬۵۰۵        | ۰٫۰۰          | ۲۰٬۰۷۴        | ۰٫۰۰          |
| روس                  | هندواروپایی          | ۲۲۶۵۶       |             | ۱۳۲۶        |             | ۲٬۸۳۰         | ۰٫۰۰          | ۱۳٬۵۰۰        | ۰٫۰۰          | ۱۵٬۶۰۹        | ۰٫۰۰          | ۱۵٬۳۹۳        | ۰٫۰۰          |
| یوگور                | ترکی                 | ۳۸۶۱        |             | ۵۷۱۷        |             | ۷٬۶۷۰         | ۰٫۰۰          | ۱۲٬۲۹۳        | ۰٫۰۰          | ۱۳٬۷۱۹        | ۰٫۰۰          | ۱۴٬۳۷۸        | ۰٫۰۰          |
| ازبک                 | ترکی                 | ۱۳۶۲۶       |             | ۷۷۱۷        |             | ۱۳٬۸۱۰        | ۰٫۰۰          | ۱۴٬۷۶۳        | ۰٫۰۰          | ۱۳٬۳۷۰        | ۰٫۰۰          | ۱۰٬۵۶۹        | ۰٫۰۰          |
| مونبا                | چینی-تبتی            |             |             | ۳۸۰۹        |             | ۱٬۰۴۰         | ۰٫۰۰          | ۷٬۴۹۸         | ۰٫۰۰          | ۸٬۹۲۳         | ۰٫۰۰          | ۱۰٬۵۶۱        | ۰٫۰۰          |
| اوروچن               | تونگوزی              | ۲۲۶۲        |             | ۲۷۰۹        |             | ۲٬۲۸۰         | ۰٫۰۰          | ۷٬۰۰۴         | ۰٫۰۰          | ۸٬۱۹۶         | ۰٫۰۰          | ۸٬۶۵۹         | ۰٫۰۰          |
| درونگ                | چینی-تبتی            |             |             |             |             | ۴٬۲۵۰         | ۰٫۰۰          | ۵٬۸۲۵         | ۰٫۰۰          | ۷٬۴۲۶         | ۰٫۰۰          | ۶٬۹۳۰         | ۰٫۰۰          |
| تاتار                | ترکی                 | ۶۹۲۹        |             | ۲۲۹۴        |             | ۷٬۵۱۰         | ۰٫۰۰          | ۵٬۰۶۴         | ۰٫۰۰          | ۴٬۸۹۰         | ۰٫۰۰          | ۳٬۵۵۶         | ۰٫۰۰          |
| هژن                  | تونگوزی              |             |             | ۷۱۸         |             | ۶۷۰           | ۰٫۰۰          | ۴٬۲۵۴         | ۰٫۰۰          | ۴٬۶۴۰         | ۰٫۰۰          | ۵٬۳۵۴         | ۰٫۰۰          |
| لهوبا                | چینی-تبتی            |             |             |             |             | ۱٬۰۳۰         | ۰٫۰۰          | ۲٬۳۲۲         | ۰٫۰۰          | ۲٬۹۶۵         | ۰٫۰۰          | ۳٬۶۸۲         | ۰٫۰۰          |
| تاییدنشده            |                      |             |             |             |             | ۳٬۳۷۰٬۸۸۰     | ۰٫۳۳          | ۳٬۴۹۸         | ۰٫۰۰          | ۷۳۴٬۳۷۹       | ۰٫۰۶          | ۶۴۰٬۱۰۱       | ۰٫۰۵          |
| ناشناخته             |                      |             |             |             |             | ۴٬۷۲۰         | ۰٫۰۰          | ۷۵۲٬۳۴۷       | ۰٫۰۷          | –             | –             | –             | –             |
| به تابعیت پذیرفته‌شده |                      |             |             |             |             | –             | –             | –             | –             | ۹۴۱           | ۰٫۰۰          | ۱٬۴۴۸         | ۰٫۰۰          |
| تمام سرزمین اصلی چین | تمام سرزمین اصلی چین | ۵۸۲٬۶۰۳٬۴۱۷ | ۵۸۲٬۶۰۳٬۴۱۷ | ۶۹۴٬۵۸۱٬۷۵۹ | ۶۹۴٬۵۸۱٬۷۵۹ | ۱٬۰۰۸٬۱۷۵٬۲۸۸ | ۱٬۰۰۸٬۱۷۵٬۲۸۸ | ۱٬۱۳۳٬۶۸۲٬۵۰۱ | ۱٬۱۳۳٬۶۸۲٬۵۰۱ | ۱٬۲۴۲٬۶۱۲٬۲۲۶ | ۱٬۲۴۲٬۶۱۲٬۲۲۶ | ۱٬۳۳۲٬۸۱۰٬۸۶۹ | ۱٬۳۳۲٬۸۱۰٬۸۶۹ |

نه هنگ کنگ و نه ماکائو طبقه‌بندی‌های قومی رسمی توسط دولت مرکزی شناخته شده نیستند. در ماکائو، بزرگ‌ترین گروه‌های قومی قابل توجهی با تبار غیر چینی، ماکائیان، از تبار آمیخته چینی و پرتغالی (اوراسیایی) و همچنین مهاجران از فیلیپین و تایلند هستند. فیلیپین‌های خارج از کشور (که اکثراً زن هستند) بزرگ‌ترین گروه قومی غیر هان چینی در هنگ کنگ را تشکیل می‌دهند.

### افراد دیگر مهاجر از دیگر کشورها
سرشماری سال ۲۰۱۰ تعداد ۲۳۴٫۸۲۹ نفر از ساکنان هنگ کنگ، ۲۱٫۲۰۱ نفر ساکن ماکائو، ۱۷۰۲۸۳ ساکن تایوان و ۵۹۳٫۸۳۲ نفر ساکن در دیگر مناطق بودند که در مجموع ۱٫۰۲۰٫۱۴۵ نفر ساکن بودند.
| ملیت        | ساکنان  |
| ----------- | ------- |
| کره جنوبی   | ۱۲۰٬۷۵۰ |
| آمریکا      | ۷۱٬۴۹۳  |
| ژاپن        | ۶۶٬۱۵۹  |
| برمه        | ۳۹٬۷۷۶  |
| ویتنام      | ۳۶٬۲۰۵  |
| کانادا      | ۱۹٬۹۹۰  |
| فرانسه      | ۱۵٬۰۸۷  |
| هند         | ۱۵٬۰۵۱  |
| آلمان       | ۱۴٬۴۴۶  |
| استرالیا    | ۱۳٬۲۸۶  |
| دیگر کشورها | ۱۸۱٬۵۸۹ |
| مجموع       | ۵۹۳٬۸۳۲ |

## نگارخانه

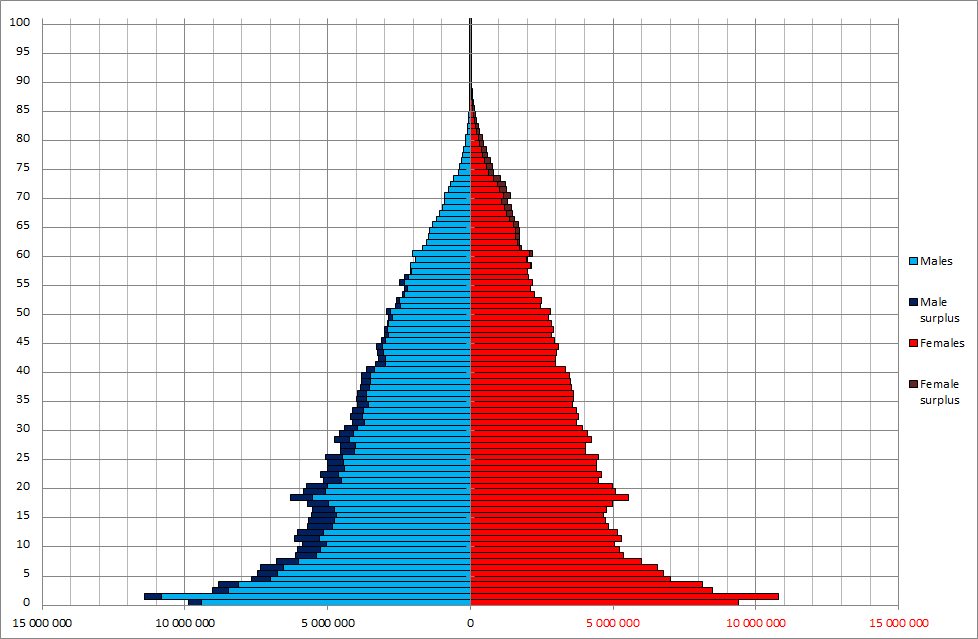
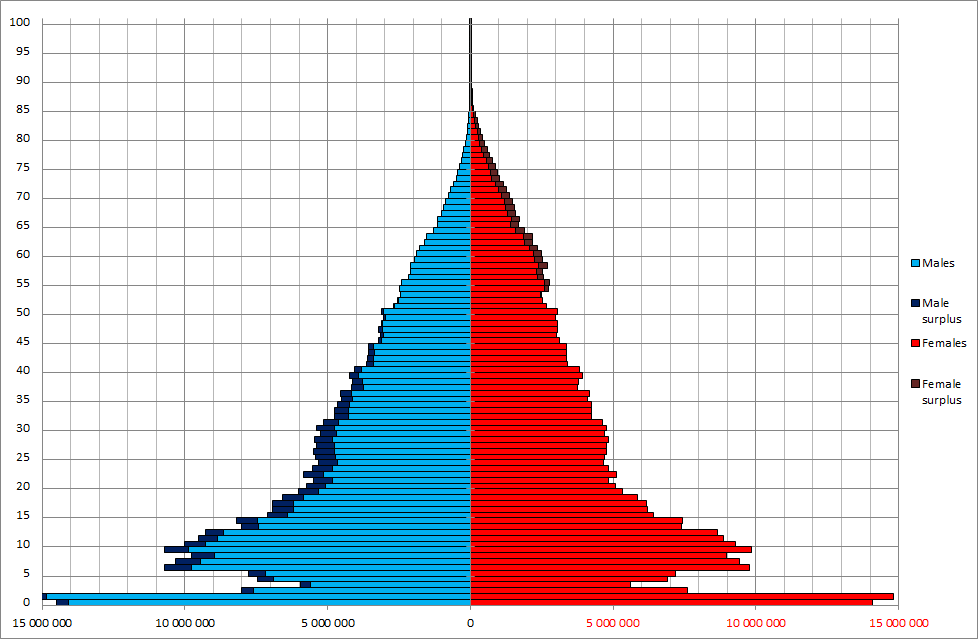
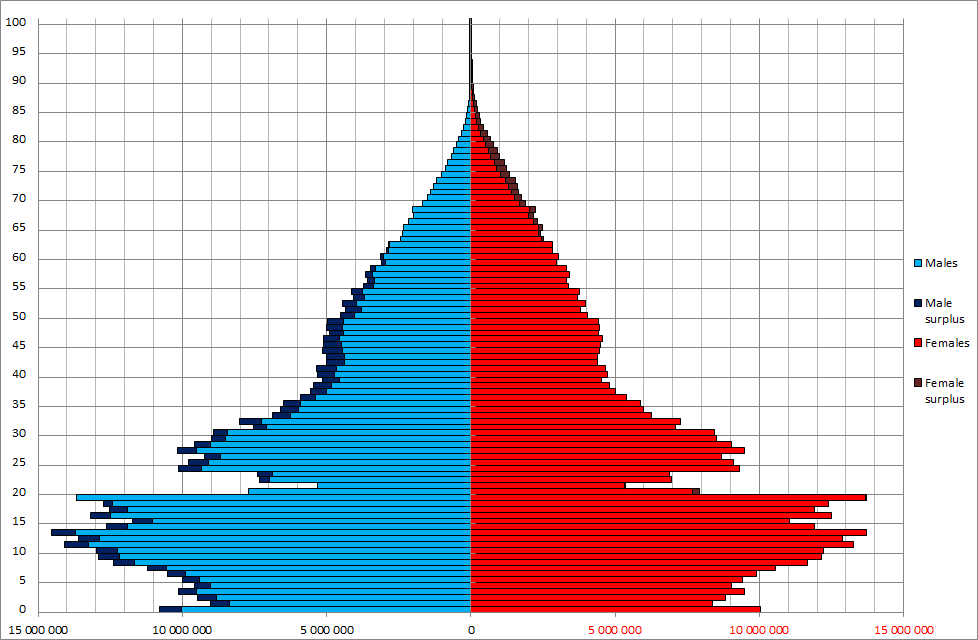
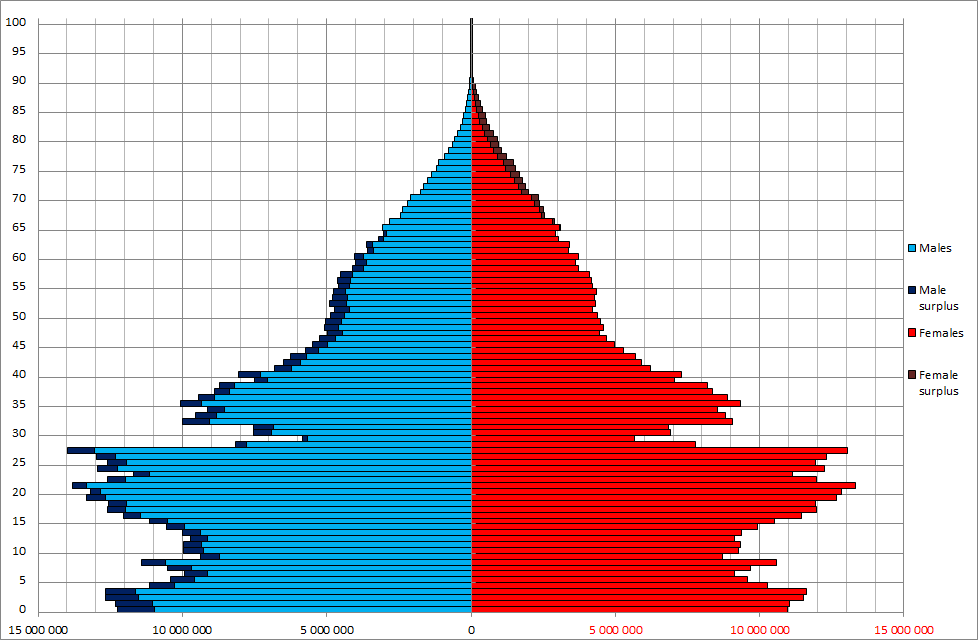
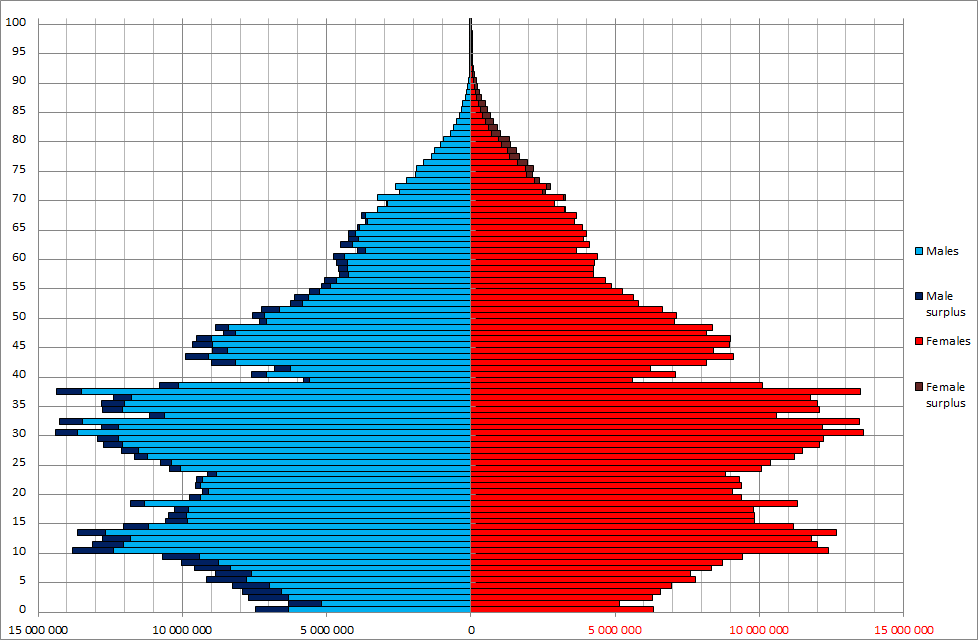
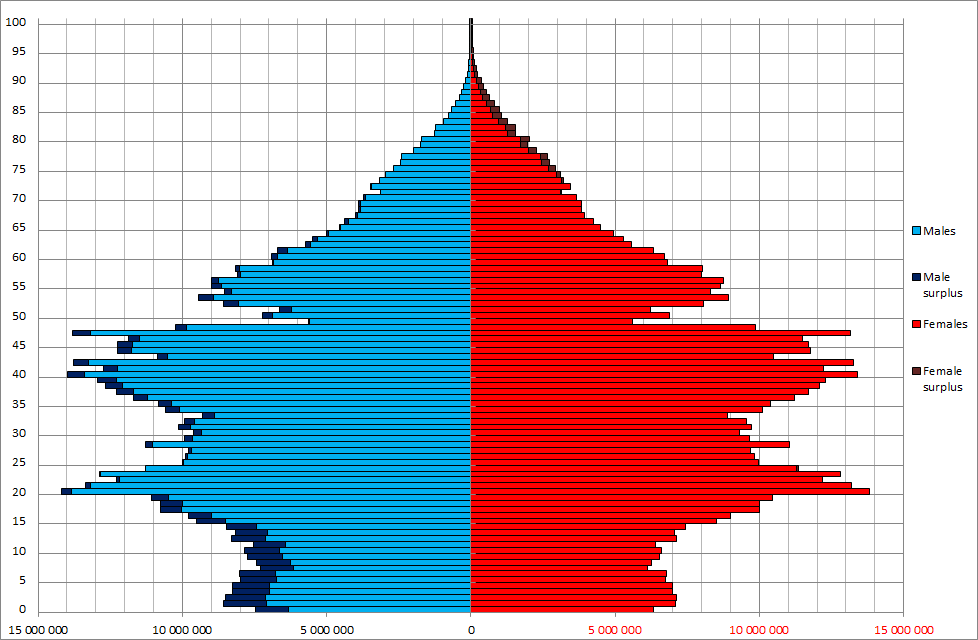
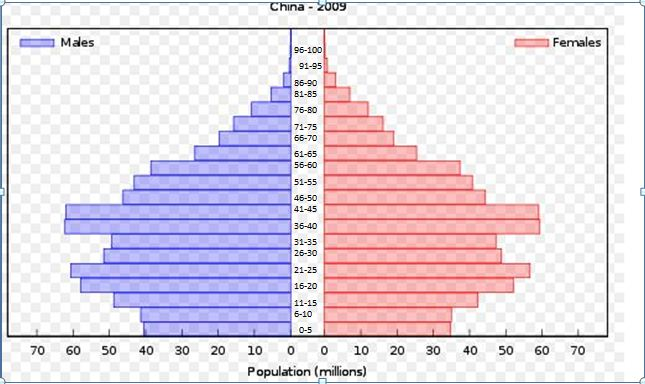
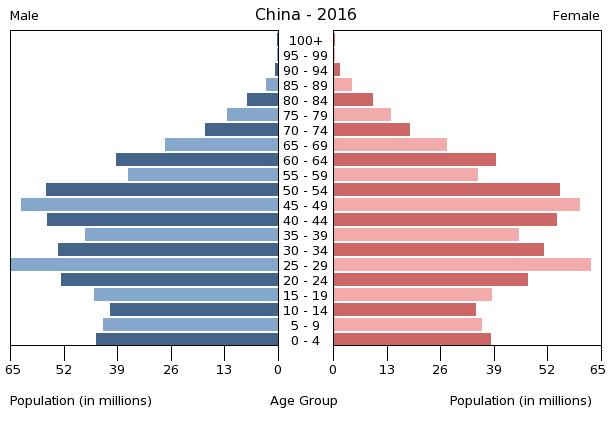